# Mairé-Levescault
Mairé-Levescault és un municipi francès situat al departament de Deux-Sèvres i a la regió de la Nova Aquitània. L'any 2019 tenia 519 habitants.

## Demografia
El 2007 la població de fet de Mairé-Levescault era de 544 persones. Hi havia 228 famílies i 301 habitatges, 229 habitatges principals, 43 segones residències i 29 desocupats.
La població ha evolucionat segons el següent gràfic:

## Economia
El 2007 la població en edat de treballar era de 342 persones, 222 eren actives i 120 eren inactives. Hi havia una escola elemental integrada dins d'un grup escolar amb les comunes properes formant una escola dispersa. Hi havia una quinzena d'empresa de fabricació, de construcció i de serveis de proximitat. L'únic establiment comercial que hi havia el 2009 era una adrogueria.
L'any 2000 hi havia 22 explotacions agrícoles que conreaven un total de 880 hectàrees.